# Medurat Hashevet
Medurat Hashevet é um filme de drama israelita de 2004 dirigido e escrito por Joseph Cedar. Foi selecionado como representante de Israel à edição do Oscar 2005, organizada pela Academia de Artes e Ciências Cinematográficas.

## Elenco
- Michaela Eshet - Rachel Gerlik
- Hani Furstenberg - Tami Gerlik
- Maya Maron - Esti Gerlik
- Moshe Ivgy - Yossi
- Assi Dayan - Motkeh
- Oshri Cohen - Rafi
- Yehoram Gaon - Moshe Weinstock
- Yehuda Levi - Yoel
- Avi Grainik - Oded